# Syndabocken
Syndabocken (Engels: Shame on Dry Land) is een Zweeds-Maltese film uit 2023, geregisseerd en geschreven door Axel Petersén.

## Verhaal
Dimman, een oplichter, vertrekt naar Malta om een vriend te verrassen op zijn bruiloft, maar raakt verstrikt in een grote Zweedse online gokgemeenschap.

## Rolverdeling
| Acteur                 | Personage |
| ---------------------- | --------- |
| Joel Spira             | Dimman    |
| Christopher Wagelin    | Fredrik   |
| Julia Sporre           | Sara      |
| Jacqueline Ramel       | Kicki     |
| Michal Axel Piotrowski | Krumm     |
| Tommy Nilsson          | Pierre    |
| Erica Muscat           | Karmena   |
| Owen Sciriha           | Nima      |
| Susanne Barklund       | Mia       |

## Productie
De film, geregisseerd en geschreven door de Zweedse regisseur Axel Petersen, werd gecoproduceerd door de Maltese studio Pellikola van Oliver Mallia. De film werd in 2022 volledig op Malta opgenomen, onder andere in Paceville, St. Julian's. De Maltese acteurs Erica Muscat en Owen Sciriha spelen bijrollen in de film, waarbij 95 procent van de crew uit bewoners van Malta bestond.

## Release en ontvangst
Syndabocken ging op 11 september 2023 in première op het Internationaal filmfestival van Toronto. De film werd in december 2023 negen maal genomineerd voor de Guldbagge-prijzen waarvan er zeven gewonnen werden.

## Prijzen en nominaties
De belangrijkste:
| Jaar | Prijs     | Categorie                | Genomineerde(n)     | Uitslag     |
| ---- | --------- | ------------------------ | ------------------- | ----------- |
| 2024 | Guldbagge | Beste regie              | Axel Petersén       | Gewonnen    |
| 2024 | Guldbagge | Beste acteur             | Joel Spira          | Gewonnen    |
| 2024 | Guldbagge | Beste mannelijke bijrol  | Christopher Wagelin | Gewonnen    |
| 2024 | Guldbagge | Beste vrouwelijke bijrol | Jacqueline Ramel    | Genomineerd |
| 2024 | Guldbagge | Beste scenario           | Axel Petersén       | Genomineerd |
| 2024 | Guldbagge | Beste cinematografie     | Josua Emblom        | Gewonnen    |
| 2024 | Guldbagge | Beste montage            | Robert Krantz       | Gewonnen    |
| 2024 | Guldbagge | Beste geluid             | Andreas Franck      | Gewonnen    |
| 2024 | Guldbagge | Beste filmmuziek         | Baba Stiltz         | Gewonnen    |